# ニューアムステルダム
ニューアムステルダム（英: New Amsterdam）、ニーウアムステルダム（蘭: Nieuw Amsterdam）は、オランダ植民地時代のニューヨークの名称。

## 概説

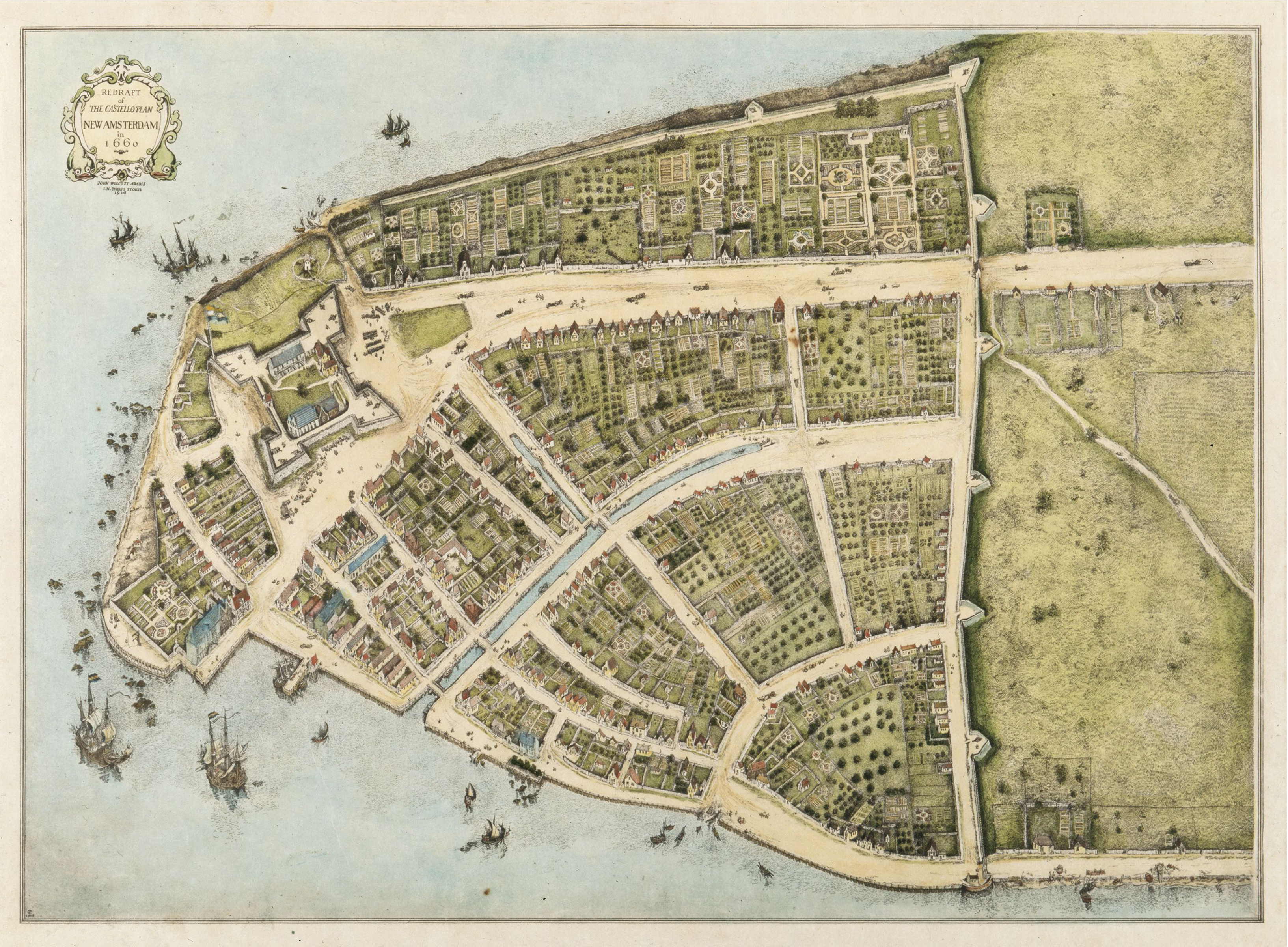
1660年のニューアムステルダム。地図の右方向が北。

1609年、アジアに通じる北西航路を発見するためオランダ東インド会社に雇われた英人ヘンリー・ハドソンが発見した。当時、アメリカ大陸の全容は未知であり、アジアに通じる北西航路があると信じられていたため、東インド会社が探検隊を送ったものである。
ハドソンはハドソン川をさかのぼり、流域一帯をオランダ領ニューネーデルラント（ニーウネーデルラント）と宣言した。ハドソン川の名はハドソンの名にちなむものである。その後、オランダ西インド会社の管轄に移され、ビーバーなどの毛皮が取れるハドソン川流域の植民が行われた。
ニューヨークはオランダ人が25ドルでインディアンから買ったという話は単なる伝説のようだが、1626年頃、ハドソン川下流のマンハッタン島南端に要塞フォート・アムステルダムが建設され、入植地が形成された。この土地はニューアムステルダム（ニーウアムステルダム）と命名された。商館が置かれ交易の拠点となったため人口は急速に増加した。ニューネーデルラント植民地の首都となったニューアムステルダムは1653年に正式に市の資格を与えられた。
ニューアムステルダムはオランダ本国の都市と同様に運河が整備され、周囲に城壁を備えていた。この城壁は後に解体され「ウォール街」となった。市内の大通りは「ブロードウェイ」の起点となった。

### 北米植民地戦争
1664年、英軍が侵攻してきたためオランダ総督ストイフェサントは無抵抗で降伏した。第二次英蘭戦争（1665年 - 1667年）を終結させたブレダの和約でニューアムステルダムを含むニューネーデルラントはイングランドに割譲され、チャールズ2世はこれを弟のヨーク公（後のジェームズ2世）に与えたので、ニューアムステルダムはニューヨークと改称された。これがニューヨークの起源である。その後、第三次英蘭戦争（1672年 - 1674年）中の1673年にオランダが一時奪回し、ニューオラニエと改称されたが、1674年のウェストミンスター和約でイギリスに再度引き渡され、ニューヨークに再改称された。